# Marcel Koller
Marcel Koller (Zurique, 11 de novembro de 1960) é um ex-futebolista e treinador de futebol suíço. Atualmente é o treinador do Al-Ahly Sporting Club.

## Carreira de jogador
Durante toda sua carreira, iniciada em 1978, Koller jogou em apenas um time: o Grasshopper, onde atuou em 428 partidas e marcou 59 gols em 23 anos como jogador profissional, tendo conquistado 13 títulos (13 Campeonatos Suíços, 1 Supercopa e 3 Copas nacionais). Deixou os gramados em 1997, aos 36 anos.

## Títulos como jogador
Grasshopper
- Campeonato Suíço: 1981–82, 1982–83, 1983–84, 1989–90, 1990–91, 1994–95, 1995–96
- Copa da Suíça: 1983, 1988, 1989, 1990, 1994

## Seleção Suíça
Pela Seleção Suíça, Koller disputou 56 partidas e marcou 3 gols entre 1982 e 1996. Não foi convocado por Roy Hodgson para a Copa de 1994, participando apenas da Eurocopa de 1996, seu único torneio internacional como jogador, aos 35 anos de idade - era o segundo atleta mais velho do elenco (6 dias mais jovem que o capitão Alain Geiger), e pouco fez para evitar a eliminação da equipe na fase de grupos.

## Carreira como treinador
Ainda em 1997, Koller iniciou carreira de técnico, treinando o FC Wil. Passou também pelo St. Gallen entre 1999 e 2002 e voltaria ao Grasshopper na temporada 2002-03. Entre 2003 e 2004, comandou o Köln, e seu trabalho mais conhecido em clubes foi no Bochum, que durou 4 anos. Demitido em setembro de 2009, Koller permaneceu 2 anos parado, até que em 4 de outubro de 2011 foi designado treinador da seleção nacional de seu país. Nas Eliminatórias da Copa do Mundo FIFA de 2014 a equipe conseguiu a terceira colocação em seu grupo - onde se classificaram Alemanha e Suécia.
Porém, nas Qualificações para o Campeonato Europeu de 2016, os austríacos classificaram-se em primeiro lugar, numa campanha de nove vitórias e um empate, conquistando a vaga na competição pela primeira vez via eliminatórias.
Em outubro de 2017, deixou o comando da Seleção Austríaca de Futebol, após 54 partidas no comando.
Em agosto de 2018, foi contratado pelo FC Basel da Suíça, time que comandou por 101 jogos em 2 anos. Saiu do clube em agosto de 2020.
Em setembro de 2022 assinou com o Al-Ahly Sporting Club, do Egito.

## Títulos como treinador
St. Gallen
- Campeonato Suíço: 1999–00

Grasshopper
- Campeonato Suíço: 2002–03

Bochum
- 2. Bundesliga: 2005–06

FC Basel
- Copa da Suíça: 2019

Al-Ahly
- Liga dos Campeões da CAF: 2022–23, 2023–24
- Copa do Egito: 2021–22
- Supercopa do Egito: 2022, 2023
- Copa África-Ásia-Pacífico da FIFA: 2024